# Kemal Kılıçdaroğlu
Kemal Kılıçdaroğlu (ur. 17 grudnia 1948 w Ballıcy w prowincji Tunceli jako Kemal Karabulut) – turecki polityk, ekonomista i urzędnik państwowy, deputowany, w latach 2010–2023 przewodniczący Republikańskiej Partii Ludowej (CHP), kandydat w wyborach prezydenckich w 2023.

## Życiorys

### Wykształcenie i działalność zawodowa
Urodził się jako czwarte z siedmiorga dzieci swoich rodziców – urzędnika i gospodyni domowej. Jego ojciec w latach 50. zmienił członkom rodziny nazwisko z Karabulut na Kılıçdaroğlu. Uczęszczał do szkół w miejscowościach Erciş, Genç, Tunceli i Elazığ. Szkołę średnią ukończył z wyróżnieniem. W młodości dorabiał, sprzedając m.in. owoce i warzywa. W 1971 ukończył ekonomię na akademii nauk ekonomicznych i handlowych w Ankarze, włączonej później w struktury Uniwersytetu Gazi.
Po studiach rozpoczął pracę w ministerstwie finansów jako asystent księgowego, a następnie księgowy. Odbył kurs zawodowy we Francji. W 1983 został urzędnikiem w dyrekcji generalnej ds. dochodów, był tam kierownikiem działu oraz zastępcą dyrektora generalnego. W 1991 został dyrektorem generalnym w Bağ-Kur, instytucji ubezpieczeń społecznych dla rzemieślników i pozostałych osób samozatrudnionych. W 1992 powołano go na dyrektora generalnego Sosyal Sigortalar Kurumu, zakładu ubezpieczeń społecznych. Zarządzał tą instytucją do czasu dobrowolnej rezygnacji w 1999. W międzyczasie krótko pełnił też funkcję podsekretarza stanu w ministerstwie pracy i zabezpieczenia społecznego. W 1994 magazyn „Ekonomik Trend” przyznał mu tytuł „urzędnika roku”.

### Działalność polityczna
Po zakończeniu pracy zawodowej zaangażował się w działalność polityczną. Dołączył do Republikańskiej Partii Ludowej. Z jej ramienia w listopadzie 2002 został po raz pierwszy wybrany do Wielkiego Zgromadzenia Narodowego Turcji. W wyborach w parlamentarnych w lipcu 2007 uzyskał poselską reelekcję. W 2009 bezskutecznie ubiegał się o funkcję burmistrza Stambułu.
W maju 2010 wieloletni lider CHP Deniz Baykal ustąpił ze stanowiska przewodniczącego partii; było to skutkiem skandalu obyczajowego związanego z opublikowaniem nagrania ukazującego go w sypialni z Nesrin Baytok, swoją byłą sekretarką i następnie posłanką. Kemal Kılıçdaroğlu ogłosił wówczas zamiar ubiegania się o przywództwo w partii. W dniach poprzedzających konwencję otrzymał poparcie 77 z 81 przewodniczących struktur regionalnych CHP, w konsekwencji z ubiegania się o ponowny wybór zrezygnował Deniz Baykal. 22 maja 2010 Kemal Kılıçdaroğlu został wybrany na nowego przewodniczącego Republikańskiej Partii Ludowej – otrzymał 1189 głosów delegatów (przy 8 głosach nieważnych).
W wyborach w czerwcu 2011, czerwcu 2015, listopadzie 2015 i czerwcu 2018 był wybierany na posła na kolejne kadencje. Jego formacja każdorazowo stawała się największą siłą opozycyjną wobec rządzącego środowiska Partii Sprawiedliwości i Rozwoju. W 2018 w imieniu CHP nawiązał bliską współpracę z Dobrą Partią Meral Akşener. Oba ugrupowania zawiązały Sojusz Narodowy, do którego dołączyły Partia Szczęścia, Partia Demokratyczna, Partia Demokracji i Postępu oraz Partia Przyszłości. W marcu 2023 formacje te ogłosiły Kemala Kılıçdaroğlu wspólnym kandydatem w wyborach prezydenckich rozpisanych na maj 2023. W pierwszej turze wyborów z 14 maja 2023 zdobył około 44,9% głosów, zajmując 2. miejsce. Przeszedł do drugiej tury, w której jego konkurentem został ubiegający się o reelekcję Recep Tayyip Erdoğan (który uzyskał poparcie na poziomie 49,5%). W drugiej turze z 28 maja 2023 przegrał z urzędującym prezydentem, otrzymując 47,8% głosów.
Po przegranych wyborach był krytykowany przez działaczy CHP, którzy m.in. zarzucali zbyt dalekie ustępstwa na rzecz koalicjantów. W listopadzie 2023 na funkcji przewodniczącego partii zastąpił go Özgür Özel.

## Życie prywatne
Od 1974 żonaty z Selvi Kılıçdaroğlu; ma troje dzieci. Jest alewitą.